# ترانه علیدوستی
ترانه علیدوستی (زادهٔ ۲۲ دی ۱۳۶۲) بازیگر ایرانی است. علیدوستی دریافت‌کنندهٔ جایزهٔ بهترین بازیگر زن از جشنواره فیلم لوکارنو سوئیس و سیمرغ بلورین بهترین بازیگر زن از جشنوارهٔ فیلم فجر است. او در جشنواره‌های وزول فرانسه ۲۰۱۴ و هانوی ویتنام ۲۰۱۲، یکی از اعضای هیئت داوران بود. علیدوستی در اولین تجربهٔ سینمایی خود برای فیلم من، ترانه ۱۵ سال دارم (۱۳۸۰) برندهٔ سیمرغ بلورین بهترین بازیگر نقش اول زن از جشنوارهٔ فیلم فجر شد. وی با کارگردانانی مانند رسول صدرعاملی، واروژ کریم‌مسیحی، اصغر فرهادی و حسن فتحی همکاری داشته است.
علیدوستی به زبان انگلیسی مسلط بوده و مترجم ادبی است. او جایزه ادبی پروین اعتصامی را در پنجمین دورهٔ برگزاری آن در بخش ادبیات داستانی با ترجمهٔ رؤیای مادرم، نوشتهٔ آلیس مونرو به دست آورد. ترانه علیدوستی در ویژه‌نامه شماره ۱۰۰ ماهنامه صنعت سینما که نگاهی است به سینمای ایران در دهه هشتاد، به انتخاب ۱۳۰ نویسنده و منتقد سینمایی به عنوان بهترین بازیگر زن دهه انتخاب شد. همچنین در سال ۱۳۹۰، مجله فیلم او را بهترین بازیگر زن دهه ۸۰ انتخاب کرد. او ۱۸ آبان ۱۴۰۱ در حرکتی نمادین برای ابراز همبستگی با زنان معترض و خیزش ۱۴۰۱ ایران، تصویری بدون حجاب اجباری از خود در اینستاگرام منتشر کرد که شعار «ژن ژیان ئازادی» را در دست دارد. در پی انتشار این تصویر، علیدوستی توسط نیروهای امنیتی جمهوری اسلامی بازداشت شد و پس از ۱۸ روز با قید وثیقه آزاد شد.

## زندگی شخصی
ترانه علیدوستی در ۲۲ دی ۱۳۶۲ در تهران زاده شد. پدر وی حمید علیدوستی بازیکن پیشین تیم ملی فوتبال ایران و از مربیان کنونی فوتبال، و مادرش نادره حکیم‌الهی سنگ‌تراش و تندیس‌ساز است. پویان علیدوستی تنها برادرش بود که در چهارشنبه‌سوری سال ۱۳۸۳ او را از دست داد. علیدوستی در تابستان ۱۳۹۰ با علی منصور ازدواج کرده و بعدها صاحب یک دختر به نام حنا شد.
علیدوستی گفته که به بیماری کلاستروفوبیا یا ترس از محیط بسته مبتلا است و به همین خاطر نمی‌تواند از اتوبوس یا مترو استفاده کند. او از طرفداران جریان فمینیسم است.

## دوران کاری

### سینما و تئاتر

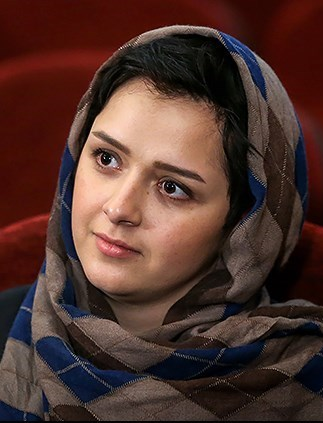
علیدوستی در خانه سینمای ایران، آبان ۱۳۹۲

علیدوستی در دورهٔ دبیرستان مشغول تحصیل در رشتهٔ علوم تجربی بود که در کلاس‌های بازیگری امین تارخ ثبت نام کرد. در سال ۱۳۷۹ از راه این کلاس‌ها برای بازی نقش ترانه پرنیان در فیلم من، ترانه ۱۵ سال دارم ساخته رسول صدرعاملی برگزیده شد. علیدوستی زمانی که تازه ۱۸ سالگی را تمام کرده بود، با افتتاحیهٔ این فیلم در جشنواره فجر ۱۳۸۰ به عنوان نخستین استعداد جدید بازیگری آن دهه معرفی شد و به یکی از هنرپیشه‌های مهم نسل خود تبدیل شد. پس از این فیلم او تا سال ۱۳۸۲ در هیچ فیلمی حضور پیدا نکرد.
علیدوستی بازی در تئاتر را نیز با نمایش فنز تجربه کرد. سال ۱۳۸۰–۱۳۷۹ یک دورهٔ فیلم‌نامه‌نویسی در کلاس‌های حوزه هنری گذراند.
علیدوستی یکی از سرمایه‌گذاران فیلم اژدها وارد می‌شود! ساخته مانی حقیقی بود.

### صداپیشگی
ترانه علیدوستی در پویانمایی جمشید و خورشید صداپیشه نقش «خورشید» بود.

### نمایشنامه خوانی
ترانه علیدوستی در نمایشنامه آنا کارنینا که به کارگردانی هما روستا، در ۱۵ آذر ۱۳۹۳ در کتابخانه ملی و در حمایت از هنرمندان مبتلا به سرطان نمایشنامه‌خوانی می‌شد، نقش «آنا کارنینا» را اجرا کرد.
همچنین این نمایشنامه‌خوانی بار دیگر به مناسبت چهلمین روز درگذشت هما روستا (۲۳ آبان ۱۳۹۴) در کتابخانه ملی برگزار شد که این بار هم در حمایت از هنرمندان مبتلا به سرطان مراسم اجرا شد.

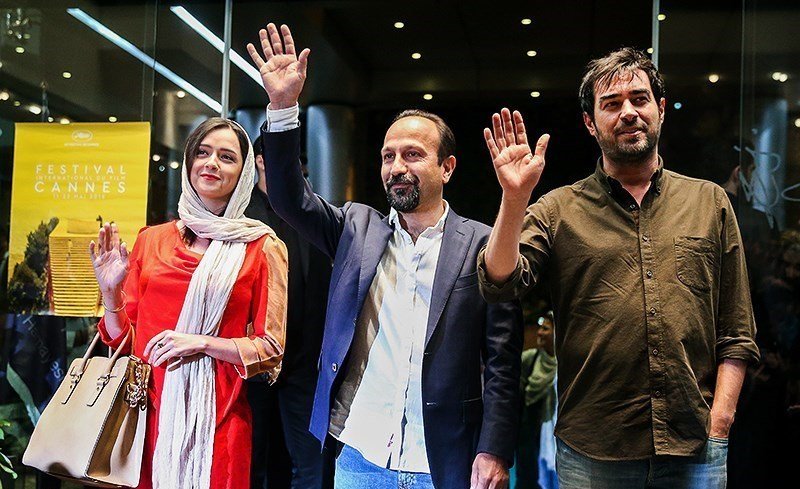
نشست خبری فیلم سینمایی فروشنده با حضور اصغر فرهادی و شهاب حسینی و ترانه علیدوستی در دوشنبه ۱۰ خرداد ۱۳۹۵

### نویسندگی
علیدوستی علاوه بر پیشینه بازیگری، برای نویسندگی در وبگاه شخصی‌اش نیز شناخته می‌شود. علاوه بر این‌ها، داستان‌های کوتاه و نقدهای گوناگون او در مجله‌ها و روزنامه‌هایی مانند روزنامه شرق منتشر شده‌اند. در سال ۲۰۱۰ در پی انتشار مطلبی از او در وبلاگش در پشتیبانی از اصغر فرهادی که در دفاع از هنرمندان دگراندیش مطلبی منتشر کرده بود، وبلاگ این بازیگر سینما و تئاتر به دستور کمیته دولتی فیلترینگ، حذف شد و بدین ترتیب آرشیو این وبلاگ نیز از روی سایت بلاگفا حذف شده است.

### ترجمه
ترانه علیدوستی با ترجمه داستان رؤیای مادرم اثر آلیس مونرو در نوزدهمین دوره کتاب فصل، در گروه ادبیات، شایسته تقدیر شناخته شد.

## دیدگاه‌ها
علیدوستی علناً دربارهٔ محدودیت‌های سینمای ایران و نیز محدودیت‌های زنان در ایران صحبت کرده است. او دربارهٔ حقوق زن در ایران گفت «وقتی همه چیز ممنوع است، یعنی از صبح که بیدار می‌شوید دارید می‌جنگید… و این باعث می‌شود که زیست شما حالت غیرقانونی و غیرعرفی داشته باشد.» او به روشنی در رابطه با اعمال خشونت و آزار به سینماگران زن ایران صحبت کرده است.

### فمینیسم

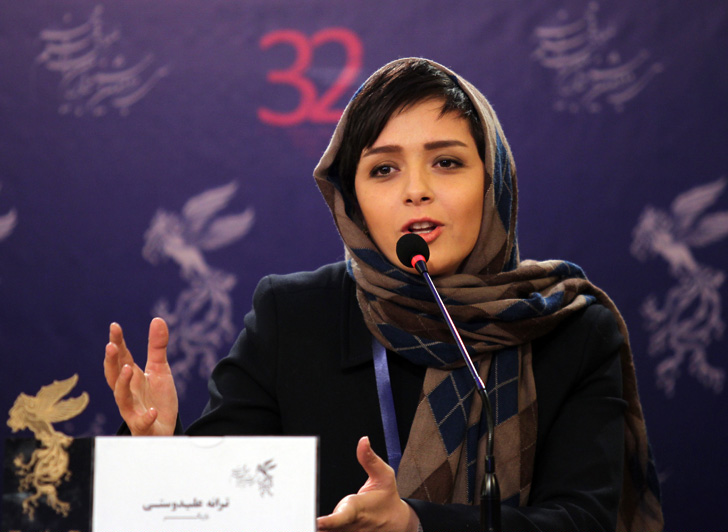
علیدوستی در نشست خبری فیلم زندگی مشترک آقای محمودی و بانو در سی و دومین دوره جشنواره فیلم فجر، بهمن ۱۳۹۲

علیدوستی یکی از طرفداران جریان فمینیسم است.
وی در صفحه شخصی خود در اینستاگرام، در دفاع از این دیدگاه خویش نوشت:
 «اگر سوءتفاهم یا واهمه‌ای از این کلمه دارید به جای اتکا به روایت رسانه‌هایی که عمری است اخبارمان را تحریف و روند رسیدن اطلاعات به ما را مهندسی می‌کنند، از گوگل استفاده کنید. خودتان تحقیق کنید و اگر فمینیسم همان فرقهٔ عقده‌گشایانهٔ مردستیز و خانمان‌براندازی بود که در گوش ما خوانده‌اند، باز آن را پس بزنید.»
در اوایل سال ۱۴۰۱، او یکی از افراد پایه‌گذار بیانیهٔ سینماگران زن ایران در رابطه با «آزار و خشونت جنسی» در سینمای ایران بود.

### سریال‌های تلویزیونی
ترانه علیدوستی که تا کنون در هیچ سریال تلویزیونی حضور نداشته دربارهٔ حضور نیافتن خود در سریال‌های صدا و سیما این‌گونه سخن گفت:
«من در تلویزیون بازی نمی‌کنم. ۱۲ سال هم هست که بازی نمی‌کنم. چون معتقدم یک خیانت فرهنگی است. قبلاً هم گفته‌ام. انتخاب کرده‌ام. حتی سریال‌های سطح بالاتر ما نهایتاً دستخوش یک جهت‌گیری بی‌موردی در پخش می‌شوند. من کسانی را که در تلویزیون کار می‌کنند قضاوت نمی‌کنم ولی مردم حق دارند قضاوت کنند. ما در این جایگاه قرار داریم که قضاوت شویم.»

### تحریم اسکار ۲۰۱۷
در پی دستور دونالد ترامپ مبنی بر لغو صدور ویزا برای مهاجران ۷ کشور از جمله ایران، علیدوستی در اعتراض و واکنش به این تصمیم و با نژادپرستانه خواندن این اقدام در صفحهٔ توئیتر خود اعلام کرد که در مراسم اهدای جوایز اسکار در لس آنجلس شرکت نخواهد کرد.
خبر اعتراض علیدوستی ۷ بهمن ۱۳۹۵ خورشیدی در بسیاری از رسانه‌های جهان از جمله نیویورک تایمز، گاردین و هالیوود ریپورتر بازتاب یافت. آسوشیتد پرس خبر را با این تیتر منتشر کرد: «بازیگر زن ایرانی اسکار را در اعتراض به ترامپ تحریم کرد.» به دنبال این اعلام، وی در گفتگویی ایمیلی با نیویورک تایمز شرکت کرد. وی در این گفتگو خاطرنشان کرد:
«تصمیم گرفتم حتی اگر بتوانم در این مراسم شرکت نکنم، چون این مرا عمیقاً متأثر می‌کند که می‌بینم مردم معمولی هموطنم از دیدن فرزندانشان یا ادامه تحصیل در آمریکا محروم می‌شوند در حالی که این حقِ قانونی‌شان است.»
وی افزود: «مطمئنم آمریکا چندین برابر از حضور ایرانیان مهاجر و خدمات آن‌ها در آن کشور سود برده است؛ بنابراین برای من قابل قبول نیست به دولتی احترام بگذارم که برای مردم کشور من احترامی قائل نیست.»

### حمایت از روحانی در انتخابات
ترانه علیدوستی از جمله ۱۴۰ هنرمند ایرانی بود که پیش از انتخابات ریاست جمهوری ۱۳۹۲، با امضاء طوماری همراه با سایر اصلاح‌طلبان و اعتدالگرایان، ضمن قدردانی انصراف محمدرضا عارف به نفع روحانی، از نامزدی حسن روحانی در انتخابات ریاست جمهوری ۱۳۹۲ حمایت علنی کرد.
او در انتخابات ریاست جمهوری ۱۳۹۶ جزء هنرمندانی بود که از نامزدی حسن روحانی حمایت کرد.

## پیگرد قضایی و بازداشت

### احضار به دادسرا، سال ۱۳۹۸
ترانه علیدوستی، به اتهام «فعالیت تبلیغی علیه نظام» به دادسرای فرهنگ و رسانه احضار شد و در ۲۸ دی ۱۳۹۸ وکیل او اعلام کرد که اتهام این بازیگر سینما «فعالیت تبلیغی علیه نظام» و مربوط به شکایت نیروی انتظامی از او در سال ۱۳۹۷ است.
کاوه راد، وکیل ترانه علیدوستی، افزود که شکایت از او در ارتباط با «توئیت‌هایی است که حاوی مضامین سیاسی و اجتماعی در موضوعاتی همچون حجاب، گشت ارشاد، رفع حصر، و وضعیت نگهداری از زندانیان بوده است». به گفته وکیل ترانه علیدوستی، تاریخ ابلاغ احضاریه در مورد پرونده سال گذشته، ۲۵ دی ۱۳۹۸ بوده است.
ترانه علیدوستی در ۲۹ دی ۱۳۹۸ پس از بیان آخرین دفاعیات خود در دادگاه، با قرار کفالت آزاد شد.
او یک روز پیش از ابلاغ احضاریه دادگاه، در اینستاگرام خود همچنین با استفاده از هشتگ «تحریم جشنواره» نوشت که «خوشحالم که امروز ماهیت این پروپاگاندای غیر سینمایی و دولتی برای شمار زیادی از همکارانم روشن شده» است.

### صدور حکم
در ۲ تیر ۱۳۹۹ وکیل ترانه علیدوستی، از صدور حکم پنج ماه زندان تعلیقی برای موکلش خبر داد. به نوشتهٔ کاوه راد، ترانه علیدوستی با شکایت پلیس و همچنین ستاد امر به معروف و نهی از منکر اصفهان به ۳ اتهام «اقدام تبلیغی علیه نظام»، «نشر اکاذیب و افترا» و «توهین به مأموران در حین انجام وظیفه» به دادسرا احضار شد اما از ۲ اتهام نخست تبرئه شد. با این حال در ۱ تیر ۱۳۹۹ دادگاه کیفری ۲ تهران، ترانه علیدوستی را «به دلیل انتشار توئیت‌هایی علیه نیروی انتظامی و گشت ارشاد» به پنج ماه زندان تعزیری محکوم کرد که به مدت دو سال تعلیق شده است.

### حمایت از اعتراضات خوزستان
علیدوستی خرداد ۱۴۰۱ پس از تهدید سینماگران امضا کننده بیانیه «بیانیه تفنگت را زمین بگذار»، به امضا کنندگان این بیانیه پیوست. مسعود کیمیایی، هانیه توسلی، پگاه آهنگرانی، نازنین فراهانی، مرضیه وفامهر، امین جعفری، مانی حقیقی، مسعود کرامتی، پوریا نوری و کیارش اسدی‌زاده از دیگر امضا کنندگان این بیانیه بودند. در همین ارتباط محمد رسول‌اف و مصطفی آل‌احمد هم به عنوان منتشر کنندگان بیانیه بازداشت شدند.

### حمایت از خیزش ۱۴۰۱ ایران
او ۱۸ آبان ۱۴۰۱ در حرکتی نمادین برای ابراز همبستگی با زنان معترض و خیزش ۱۴۰۱ ایران، تصویر بدون حجاب اجباری خود را در اینستاگرام منتشر کرد. او در این تصویر شعار «ژن ژیان ئازادی» را در دست دارد و همچنین ترانه‌ای از شهیار قنبری با هشتگ‌های مهسا امینی و «زن، زندگی، آزادی» را ضمیمه عکس خود کرده است.
تصمیم او برای انتشار تصویر بدون حجاب انعکاس گسترده‌ای داشت و روزنامه بریتانیایی گاردین با انتشار گزارشی تحت عنوان «بازیگر سرشناس ایرانی در حرکتی اعتراضی، حجاب اجباری را از سر برداشت» این خبر را همراه با گزارشی از اعتراضات در ایران منتشر کرد.

### بازداشت در سال ۱۴۰۱
علیدوستی در ۲۶ آذر ۱۴۰۱ در جریان اعتراضات سراسری پس از «یورش مأموران به خانه‌اش» توسط نیروهای امنیتی بازداشت شد. دلیل بازداشت او از سوی رسانه‌های وابسته به حکومت «اظهار نظرهای بدون استناد در مورد وقایع اخیر» و انتشار «مطالب تحریک‌آمیز در جهت حمایت از اغتشاشات خیابانی» عنوان شد. او یک روز پس از بازداشت در تماس تلفنی با پدرش گفت در بند ۲۰۹ زندان اوین است. بازداشت او با واکنش گسترده‌ای در جهان همراه بود. تعدادی از سینماگران ایرانی در روزهای بعد مقابل اوین تجمع کردند. بیش از ۶۰۰ هنرمند در جهان خواستار آزادی او شدند. او در ۱۴ دی با قید وثیقه یک میلیاردی آزاد شد.

## داوری جشنواره
| نام جشنواره                  | سال  | توضیحات |
| ---------------------------- | ---- | --- |
| جشنواره فیلم وزول فرانسه     | ۲۰۱۴ | در کنار ترانه علیدوستی بریانته مندوزا، فیلیپ چی، ونگ چائو هیئت داوران بین‌المللی این جشنواره را تشکیل می‌دهند. |
| جشنواره فیلم هانوی ویتنام    | ۲۰۱۲ | ترانه علیدوستی بازیگر ایرانی به عنوان یکی از اعضای هیئت داوران به دومین جشنواره «هانوی» ویتنام می‌رود.        |
| جشنواره بین‌المللی فیلم توکیو | ۲۰۱۸ | در ژاپن |

## آثار هنری

### سینما
| سال  | عنوان                          | نقش            | کارگردان                     |
| ---- | ------------------------------ | -------------- | ---------------------------- |
| ۱۴۰۱ | برادران لیلا                   | لیلا جورابلو   | سعید روستایی                 |
| ۱۴۰۰ | سمفونی حمید                    | ترانه          | جعفر صادقی                   |
| ۱۴۰۰ | تفریق                          | فرزانه         | مانی حقیقی                   |
| ۱۴۰۰ | اورکا                          | الهام اصغری    | سحر مصیبی                    |
| ۱۳۹۸ | اکو                            |                | مهین صدری                    |
| ۱۳۹۴ | فروشنده                        | رعنا           | اصغر فرهادی                  |
| ۱۳۹۳ | استراحت مطلق                   | سمیرا          | عبدالرضا کاهانی              |
| ۱۳۹۳ | مادر قلب‌اتمی                   | آرینه          | علی احمدزاده                 |
| ۱۳۹۱ | زندگی مشترک آقای محمودی و بانو | ساناز          | روح‌الله حجازی                |
| ۱۳۹۲ | آسمان زرد کم‌عمق                | غزل            | بهرام توکلی                  |
| ۱۳۹۰ | پذیرایی ساده                   | لیلا           | مانی حقیقی                   |
| ۱۳۸۹ | انتهای خیابان هشتم             | نیلوفر         | علیرضا امینی                 |
| ۱۳۸۹ | هرچی خدا بخواد                 | پارمیدا نصیری  | نوید میهن‌دوست                |
| ۱۳۸۸ | راز دشت تاران                  | پرستار         | هاتف علیمردانی و محمد لطفعلی |
| ۱۳۸۸ | زندگی با چشمان بسته            | پرستو          | رسول صدرعاملی                |
| ۱۳۸۷ | درباره الی                     | الی            | اصغر فرهادی                  |
| ۱۳۸۷ | تردید                          | مهتاب          | واروژ کریم‌مسیحی              |
| ۱۳۸۷ | شیرین                          | ترانه علیدوستی | عباس کیارستمی                |
| ۱۳۸۶ | کنعان                          | مینا           | مانی حقیقی                   |
| ۱۳۸۴ | چهارشنبه سوری                  | روحی           | اصغر فرهادی                  |
| ۱۳۸۲ | شهر زیبا                       | فیروزه         | اصغر فرهادی                  |
| ۱۳۸۰ | من ترانه ۱۵ سال دارم           | ترانه پرنیان   | رسول صدرعاملی                |

### نمایش خانگی

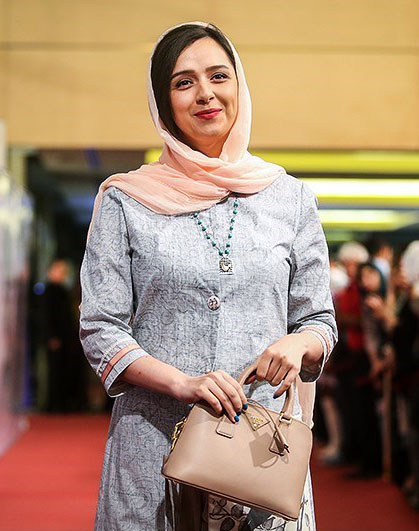
جشن پایانی سریال شهرزاد

| سال       | نام سریال | نقش          | کارگردان |
| --------- | --------- | ------------ | -------- |
| ۱۳۹۷–۱۳۹۳ | شهرزاد    | شهرزاد سعادت | حسن فتحی |

### تئاتر
| نام تئاتر      | کارگردان      | توضیحات |
| -------------- | ------------- | --- |
| فنز (طرفداران) | محمد رحمانیان | این نمایشنامه با هنرمندی پرویز پرستویی، مهتاب نصیرپور، حبیب رضایی، ترانه علیدوستی و احمد مهرانفر به روی صحنه رفت صدای گزارشگر در این نمایش، صدای عادل فردوسی پور بود. |
| مانیفست چو     | محمد رحمانیان | |
| روز حسین       | محمد رحمانیان | (انجام نشد) |

## ترجمه
تاریخ عشق. نیکول کراوس. تهران: نشر مرکز، ۱۳۹۵. شابک ۹۷۸-۹۶۴-۲۱۳-۲۸۶-۷
رؤیای مادرم. آلیس مونرو. تهران: نشر مرکز، ۱۳۹۰. شابک ۹۷۸-۹۶۴-۳۰۵-۹۹۷-۲

## جوایز و نامزدی‌ها
| سال  | کار نامزدشده         | جشنواره                                   | بخش                             | نتیجه | منبع   |
| ---- | -------------------- | ----------------------------------------- | ------------------------------- | ----- | ------ |
| ۱۳۸۰ | من ترانه ۱۵ سال دارم | جشنواره فیلم فجر                          | بهترین بازیگر نقش اول زن        | برنده | [ ۵۲ ] |
| ۱۳۸۱ | من ترانه ۱۵ سال دارم | سومین جشنوارهٔ اجتماعی آبادان              | جایزهٔ نخل زرین بهترین بازیگر زن | برنده |        |
| ۱۳۸۱ | من ترانه ۱۵ سال دارم | پنجاه و پنجمین جشنوارهٔ فیلم لوکارنو سوئیس | جایزه بهترین بازیگر زن          | برنده |        |
| ۱۳۸۱ | من ترانه ۱۵ سال دارم | انجمن منتقدین و نویسندگان سینمای ایران    | جایزه بهترین بازیگر زن          | برنده |        |
| ۱۳۸۲ | شهر زیبا             | جشنواره فیلم فجر                          | بهترین بازیگر نقش اول زن        | نامزد |        |
| ۱۳۸۳ | شهر زیبا             | جشن خانه سینما                            | بهترین بازیگر نقش اول زن        | نامزد |        |
| ۱۳۸۴ | چهارشنبه‌سوری         | جشنواره فیلم فجر                          | بهترین بازیگر نقش مکمل زن       | نامزد |        |
| ۱۳۸۵ | چهارشنبه‌سوری         | دهمین دوره جشن خانه سینما                 | بهترین بازیگر نقش مکمل زن       | نامزد |        |
| ۱۳۸۷ | تردید                | جشنواره فیلم فجر                          | بهترین بازیگر نقش اول زن        | نامزد |        |
| ۱۳۸۸ | تردید                | سومین جشن انجمن منتقدان                   | بهترین بازیگر نقش اول زن        | نامزد |        |
| ۱۳۹۰ | پذیرایی ساده         | جشنواره فیلم فجر                          | بهترین بازیگر نقش اول زن        | نامزد | [ ۵۳ ] |
| ۱۳۹۱ | پذیرایی ساده         | جشنواره وزول                              | بهترین بازیگر نقش اول زن        | برنده | [ ۵۴ ] |
| ۱۳۹۱ | پذیرایی ساده         | جشنواره فیلم آسیایی و عربی اوسیان سینه فن | بهترین بازیگر نقش اول زن        | برنده |        |
| ۱۳۹۱ | ترانه علیدوستی       | جشنوارهٔ پروین                             | جایزه پروین                     | برنده | [ ۵۴ ] |
| ۱۳۹۱ | آسمان زرد کم‌عمق      | جشنواره فیلم فجر                          | بهترین بازیگر نقش اول زن        | نامزد | [ ۵۵ ] |
| ۱۳۹۲ | آسمان زرد کم‌عمق      | انجمن منتقدان و نویسندگان سینمای ایران    | بهترین بازیگر نقش اول زن        | نامزد | [ ۵۶ ] |
| ۱۳۹۵ | شهرزاد               | جشن حافظ                                  | بهترین بازیگر زن درام           | نامزد |        |
| ۱۳۹۶ | فروشنده              | جشن حافظ                                  | بهترین بازیگر نقش اول زن        | نامزد | [ ۵۷ ] |
| ۱۳۹۷ | شهرزاد               | جشن حافظ                                  | بهترین بازیگر زن درام           | نامزد | [ ۵۸ ] |

یادداشت
1. ↑  مشترک با لیلا حاتمی و نگار جواهریان